# P–80 Shooting Star
A P–80 Shooting Star volt az Amerikai Egyesült Államok első rendszerbe állított sugárhajtású vadászrepülőgépe.

## Fejlesztése
A P–80-as tervezését 1941 elején kezdte el a Lockheed, azonban megfelelő hajtómű hiányában a munkát fel kellett függeszteni. Azt csak két évvel később, 1943 nyarán tudták folytatni, amikor az amerikaiak rendelkezésére állt az angol fejlesztésű De Havilland Goblin 13,8 kN tolóerejű hajtómű. Az XP–80 azonban csak 1944. január 8-án emelkedett először a levegőbe. A második prototípusba, az XP–80A-ba már a General Electric nagyobb tolóerejű hajtóművét, az I–40-t szerelték be. A tesztek során 800 km/h körüli sebességet értek el, így nem csak az akkor szolgálatban álló dugattyús motoros vadászrepülőgépeknél, de az angol Gloster Meteornál is gyorsabb volt. A típusból fejlesztették ki a sikeres T–33-as kétüléses kiképző repülőgépet, amely a későbbi F–94 fejlesztéséhez szolgált alapul.

## Szolgálatba állítása
Az első szériás gépeket gyorsan hadrendbe állították. 1945-ben, a második világháború vége előtt Olaszországban vetették be, ahol az elképzelt ellenfelük a Me 262 lett volna, de harci cselekményben már nem vettek részt. Az első, kizárólag P–80-asokkal felszerelt alakulatot 1945 novemberében állították fel.
Első komolyabb feladatukra a berlini légihíd idején került sor, ekkor a szövetségesek szállító repülőgépeit zavaró szovjet vadászgépeket kellett elhárítaniuk.
Ebben az évben az USA légiereje megváltoztatta a repülőgépek jelzését, így lett a  P–80-asból F–80.
Két év múlva az F–80-asoknak Koreában kellett helytállniuk, ekkor a típusból már a harmadik szériát, a F–80C-t gyártották. A korábban gyártott gépekből is átépítettek néhány darabot erre a változatra, amely már katapultüléssel, és lerobbantható kabintetővel rendelkezett.
A koreai háborúban eleinte vadász feladatokat láttak el, amíg nem állt megfelelő mennyiségben rendelkezésre F–86 Sabre és F–94 Starfire, később pedig főleg vadászbombázóként alkalmazták őket.

## Főbb alkalmazók
Amerikai Egyesült Államok
- Az Amerikai Egyesült Államok Légiereje
- Az Amerikai Egyesült Államok Haditengerészete

 Brazília
- -  Brazil Légierő – 33 db F–80C változatot vásárolt 1958-tól. A gépek 1973-ig álltak szolgálatban.

 Peru
- Peru hadereje

 Chile
- Chile hadereje

 Kolumbia
- Kolumbia hadereje

 Ecuador
- Ecuador hadereje

 Uruguay
- Uruguay hadereje

 Jugoszlávia
- jugoszlávia hadereje